# Festa mobile (autobiografia)
(Ernest Hemingway)
Festa mobile (A Moveable Feast) è un libro di memorie dello scrittore statunitense Ernest Hemingway rimasto incompiuto, pubblicato postumo nel 1964 con l'editing della sua quarta moglie, Mary Walsh. Del vasto materiale lasciato, la Walsh scelse 20 capitoli, scartandone altri 8. Dopo l'edizione del 1964, allestita appunto dall'ultima moglie, il nipote, Sean Hemingway, ha curato la restaurazione filologica del testo, reintegrando quei capitoli che furono scartati e ripristinando l'indice del testo secondo le originali intenzioni dell'autore.

## Tema
Il libro racconta, attraverso episodi, i lunghi soggiorni a Parigi durante gli anni venti, un periodo felice per l'autore durante il quale mosse i primi passi nel mondo artistico, grazie all'incontro con Gertrude Stein e Ezra Pound. Oltre alla vita degli scrittori statunitensi espatriati in Europa, sono descritti i momenti trascorsi al fianco della sua prima moglie, Hadley. In queste scene di vita vissuta compaiono i nomi di personaggi noti quali Aleister Crowley, Francis Scott Fitzgerald, Ford Madox Ford, Hilaire Belloc, John Dos Passos e James Joyce. Hemingway si preoccupa, inoltre, di fornire continuamente all'interno del testo indirizzi di vario genere (hotel, bar, cafè, appartamenti) raggiungibili tutt'oggi.

## Citazioni
- Il libro viene citato anche da Leonardo Sciascia nel romanzo Candido, ovvero un sogno fatto in Sicilia del 1977.
- Dopo gli attentati di Parigi del 13 novembre 2015, il romanzo di Hemingway divenne un bestseller in Francia, perché considerato un potente simbolo di sfida e di festa, in seguito a un'intervista a una signora di 77 anni, molto condivisa sui social network, realizzata dalla tv francese BFM il giorno dopo gli attentati[1]. Molti parigini hanno voluto rendere omaggio alle vittime portando fiori, candele e copie del libro rendendoli dei memoriali[2].

## Edizioni italiane
- Festa mobile, traduzione di Vincenzo Mantovani, Collana Medusa n.463, Milano, Mondadori, 1964,  p. 218.
- Festa mobile. Edizione restaurata, premessa di Sean Hemingway, trad. L. Lunari, Collana Oscar scrittori moderni n.2018, Milano, Mondadori, 2011,  p. 240, ISBN 978-88-04-60402-0.